# Arthur Woodburn
Arthur Woodburn (ur. 25 października 1890 w Edynburgu, zm. 1 czerwca 1978) – brytyjski polityk, członek Partii Pracy, minister w pierwszym rządzie Clementa Attleego.

## Życiorys
Wykształcenie odebrał w Heriot Watt College. Podczas I wojny światowej został skazany na karę pozbawienia wolności za odmowę służby wojskowej z powodów światopoglądowych (conscientious objector). Po wojnie pracował w przemyśle metalurgicznym na stanowiskach administracyjnych. Był również wykładowcą i sekretarzem Scottish Labour College. W latach 1932–1939 był sekretarzem Szkockiej Partii Pracy, a w latach 1937–1965 prezesem National Council of Labour Colleges.
W 1929 r. bez powodzenia startował w wyborach do Izby Gmin w okręgu Edinburg South. Niepowodzeniem zakończył się również start w wyborach 1931 r. w okręgu Leith. Dopiero w 1939 r. został wybrany do parlamentu w wyborach uzupełniających w okręgu Clackmannan and East Stirlingshire. W 1941 r. został parlamentarnym prywatnym sekretarzem Thomasa Johnstona, ministra ds. Szkocji. W latach 1945–1947 był podsekretarzem stanu w Ministerstwie Zaopatrzenia. W latach 1947–1950 był członkiem gabinetu jako minister ds. Szkocji.
Od 1961 r. był członkiem Rady Powierniczej Narodowej Biblioteki Szkocji. W Izbie Gmin zasiadał do 1970 r. Zmarł 8 lat później. Jego żona, Barbara, była nauczycielką i kandydatką w wyborach parlamentarnych.